# ساهوريتا (أريزونا)
ساهوريتا (بالإنجليزية: Sahuarita, Arizona)‏ هي بلدة تقع في مقاطعة بيما، أريزونا بولاية أريزونا في الولايات المتحدة. تأسست عام 1911، تبلغ مساحتها 80 (كم²)، وترتفع عن سطح البحر 824 م، بلغ عدد سكانها 25259 نسمة في عام 2010 حسب إحصاء مكتب تعداد الولايات المتحدة وتصل الكثافة السكانية فيها 60 نسمة/كم2.

## التركيبة السكانية
حدّد مكتب تعداد الولايات المتحدة بيانات التركيبة السكانية لساهوريتا في تعداد الولايات المتحدة. في ما يلي، التركيبة السكانية حسب تعدادي 2000 و2010.

### تعداد عام 2000
بلغ عدد سكان ساهوريتا 3,242 نسمة بحسب تعداد عام 2000، وبلغ عدد الأسر 1,155 أسرة وعدد العائلات 928 عائلة مقيمة في البلدة. في حين سجلت الكثافة السكانية 39.5 نسمة لكل كيلومتر مربع (102.3/ميل2). وبلغ عدد الوحدات السكنية 1,247 وحدة بمتوسط كثافة قدره 15.2 لكل كيلومتر مربع (39.4/ميل2).
وتوزع التركيب العرقي للبلدة بنسبة 87.85% من البيض و0.59% من الأمريكيين الأفارقة و1.08% من الأمريكيين الأصليين و0.99% من الأمريكيين ذوي الأصول الآسيوية و7.40% من الأعراق الأخرى و2.10% من عرقين مختلطين أو أكثر و24.18% من الهسبانيون أو اللاتينيون من أي عرق.
بلغ عدد الأسر 1,155 أسرة كانت نسبة 37.5% منها لديها أطفال تحت سن الثامنة عشر تعيش معهم، وبلغت نسبة الأزواج القاطنين مع بعضهم البعض 70.6% من أصل المجموع الكلي للأسر، ونسبة 6.8% من الأسر كان لديها معيلات من الإناث دون وجود شريك، بينما كانت نسبة 3% من الأسر لديها معيلون من الذكور دون وجود شريكة وكانت نسبة 19.7% من غير العائلات. تألفت نسبة 15.3% من أصل جميع الأسر من عدة أفراد يعيشون في نفس المنزل ونسبة 5.1% كانت تتألف من شخص يعيش بمفرده يبلغ من العمر 65 عاماً أو أكثر. وبلغ متوسط حجم الأسرة المعيشية 2.78، أما متوسط حجم العائلات فبلغ 3.09.
بلغ العمر الوسطي للسكان 37.9 عاماً. وكانت نسبة 25.6% من القاطنين تحت سن الثامنة عشر، وكانت نسبة 7.2% بين الثامنة عشر والرابعة والعشرين عاماً، ونسبة 27.1% كانت واقعةً في الفئة العمرية ما بين الخامسة والعشرين والرابعة والأربعين عاماً، ونسبة 24.7% كانت ما بين الخامسة والأربعين والرابعة والستين، ونسبة 14.4% كانت ضمن فئة الخامسة والستين عاماً فما فوق. يوجد لكل 100 أنثى 97.2 ذكر، ويوجد لكل 100 أنثى في الثامنة عشر من عمرها فما فوق 99.2 ذكر.
بلغ متوسط دخل الأسرة في البلدة 53,194 دولارًا، أما متوسط دخل العائلة فبلغ 55,338 دولارًا. وكان متوسط دخل الذكور 42,258 دولارًا مقابل 26,174 دولارًا للإناث. وسجل دخل الفرد الخاص بالبلدة 22,075 دولارًا. وكانت نسبة 4% من العائلات ونسبة 5.7% من السكان تحت خط الفقر، وكان من هؤلاء نسبة 7.1% تحت سن الثامنة عشر ونسبة 7% في الخامسة والستين من العمر وما فوق.

### تعداد عام 2010
بلغ عدد سكان ساهوريتا 25,259 نسمة بحسب تعداد عام 2010، وبلغ عدد الأسر 9,020 أسرة وعدد العائلات 7,119 عائلة مقيمة في البلدة. في حين سجلت الكثافة السكانية 307.7 نسمة لكل كيلومتر مربع (796.9/ميل2). وبلغ عدد الوحدات السكنية 10,615 وحدة بمتوسط كثافة قدره 129.3 لكل كيلومتر مربع (334.9/ميل2).
وتوزع التركيب العرقي للبلدة بنسبة 80.29% من البيض و2.94% من الأمريكيين الأفارقة و1.32% من الأمريكيين الأصليين و1.98% من الأمريكيين ذوي الأصول الآسيوية و0.12% من سكان جزر المحيط الهادئ و9.14% من الأعراق الأخرى و4.21% من عرقين مختلطين أو أكثر و31.98% من الهسبانيون أو اللاتينيون من أي عرق.
بلغ عدد الأسر 9,020 أسرة كانت نسبة 40.8% منها لديها أطفال تحت سن الثامنة عشر تعيش معهم، وبلغت نسبة الأزواج القاطنين مع بعضهم البعض 66.6% من أصل المجموع الكلي للأسر، ونسبة 8.5% من الأسر كان لديها معيلات من الإناث دون وجود شريك، بينما كانت نسبة 3.8% من الأسر لديها معيلون من الذكور دون وجود شريكة وكانت نسبة 21.1% من غير العائلات. تألفت نسبة 16.3% من أصل جميع الأسر من عدة أفراد يعيشون في نفس المنزل ونسبة 5.1% كانت تتألف من شخص يعيش بمفرده يبلغ من العمر 65 عاماً أو أكثر. وبلغ متوسط حجم الأسرة المعيشية 2.79، أما متوسط حجم العائلات فبلغ 3.13.
بلغ العمر الوسطي للسكان 34.4 عاماً. وكانت نسبة 29.8% من القاطنين تحت سن الثامنة عشر، وكانت نسبة 5.4% بين الثامنة عشر والرابعة والعشرين عاماً، ونسبة 30.1% كانت واقعةً في الفئة العمرية ما بين الخامسة والعشرين والرابعة والأربعين عاماً، ونسبة 20.1% كانت ما بين الخامسة والأربعين والرابعة والستين، ونسبة 14.7% كانت ضمن فئة الخامسة والستين عاماً فما فوق. وتوزع التركيب الجنسي للسكان بنسبة 48.8% ذكور و51.2% إناث.

## وصلات خارجية
- http://www.ci.sahuarita.az.us/
- The US50 - Cities and Towns in Arizona State
- Arizona Cities and Towns, Facts, Map, Flag, Colleges, Government, and More